# Длыхчево-Сабляр
Длыхчево-Сабляр (болг. Длъхчево-Сабляр) — село в Болгарии. Находится в Кюстендилской области, входит в общину Невестино. Население составляет 21 человек.

## Политическая ситуация
Длыхчево-Сабляр подчиняется непосредственно общине и не имеет своего кмета.
Кмет (мэр) общины Невестино — Димитр Иванов Стаменков (независимый) по результатам выборов.